# Joaquina Soares
Maria Joaquina Coelho Soares, més coneguda com a Joaquina Soares (Portalegre, 15 de gener de 1953) és una professora universitària, investigadora, arqueòloga, etnògrafa i política portuguesa. Juntament amb el seu col·lega Carlos Tavares da Silva foren els primers arqueòlegs professionals de Portugalen el Gabinet d'Àrea de Sines, 1972-1988.

## Trajectòria
La carrera arqueològica de Soares s'estén més de quatre dècades, correspon a un període de canvi de l'arqueologia portuguesa (procés d'institucionalització), caracteritzada per l'autonomia acadèmica de l'arqueologia, que se separa de la història.
Soares dirigí i codirigí més de cent excavacions arqueològiques en projectes de recerca o en programes de salvament arqueològic. Prefereix el treball de camp: "les noves idees sorgeixen a partir del contacte directe amb el registre empíric". Treballà en el major projecte arqueològic del sud de Portugal, a Alqueva, de 1997 a 2002 (riu Guadiana), i també en una fase anterior, des de 1984 a 1985, en recerques arqueològiques per a l'avaluació de l'impacte ambiental d'aquesta obra pública en el patrimoni cultural, amb Carlos Tavares da Silva i José Manuel Mascarenhas.
Soares implantà, des de 1975, un nou concepte de museu comarcal orientat a les recerques i al desenvolupament de la zona. Aquesta experiència tingué lloc amb la fundació del Museu d'Arqueologia i Etnografia del Districte de Setúbal (MAEDS), que és un centre avançat d'arqueologia social. Joaquina Soares promogué la primera xarxa de museus, FIDS- Fòrum Intermuseus del districte de Setúbal, des del 2003. Combinava les recerques amb les aplicacions socials, per a finalitats educacionals informatives i econòmiques. Ha realitzat desenes de conferències, tallers, simposis, alguns d'internacionals com: "Prehistòria de les zones humides. Paisatges de sal". Setúbal, 19-21 de maig de 2011; Producció i comerç de preparats piscícoles a la costa atlàntica de la península Ibèrica, durant la protohistòria i l'època romana. Setúbal, 2004". També ha dedicat els darrers anys a l'ensenyament universitari sobre prehistòria i protohistòria en la FCSH, de la Universitat Nova de Lisboa). Continua la seua activitat museològica, com a directora del MAEDS i les seues recerques científiques coordinant dos projectes principals: Arqueologia urbana, preexistència de Setúbal i CIB–Chibanes en el context de l'arqueologia a la península de la Serra de l'Arràbida. Aquesta darrera és estratègica per al desenvolupament econòmic de la zona, que se centra en la realització de la candidatura d'Arràbida com a Patrimoni de la Humanitat de la UNESCO.
Soares tingué un paper important en la implementació de l'arqueologia urbana a Portugal, sobretot a les ciutats de Setúbal i Sines. Organitzà el primer congrés nacional amb Carlos Tavares da Silva: I Trobada Nacional d'Arqueologia Urbana. Setúbal, MAEDS i IPPC, 1985.

## Principals contribucions d'investigació
1. La identificació, amb Carlos Tavares da Silva, de les primeres fortificacions calcolítiques del 3r mil·lenni ae al sud de Portugal.
2. L'estudi del procés de neolitització a la costa sud-oest portuguesa.
3. El sorgiment de complexitat en el 3r mil·lenni ae al sud-oest de la península Ibèrica.
4. El descobriment i estudi dels poblaments de l'edat de bronze mitjà al sud-oest ibèric (cultura del bronze del sud-oest)

## Algunes publicacions
- TAVARES DA SILVA, C.; SOARES, J. (1981) – Pré-história da Área de Sines. Lisboa: Gabinete da Área de Sines, 231 pàgs.
- TAVARES DA SILVA, C.; SOARES, J. (1982) – Des structures d´habitat du Neolithique ancien au Portugal. In Le Neolithique ancien mediterraneen. Actes du Colloque Internacional de Prehistoire (Archeologie a Llenguadoc-núm. special). Montpeller, pàgs. 17-28.
- TAVARES DA SILVA C.; SOARES, J. (1986) – Arqueologia da Arrábida. Lisboa: Serviço Nacional de Parcs, Reserves i Conservação da Natureza, 211 pàgs.
- MASCARENHAS, J. M.; SOARES J.; TAVARES DA SILVA, C. (1986) – O património històric-cultural e os estudos d'impacte ambiental: proposta de metodologia per a avaliação do impacte de barragens. Trabalhos d'Arqueologia do Sul, 1. Évora: Serviço Regional d'Arqueologia do IPPC, pàgs. 7-16
- TAVARES DA SILVA, C.; SOARES, J. (1993) – Ilha do Pessegueiro. Porto Romano da Costa Alentejana. Lisboa: Institut de Conservação da Natureza, 245 pàgs.
- SOARES, J. (1996) – Padrões de povoamento i subsistência no Mesolític da Costa Sud-oest portuguesa. Zephyrus, 49, pàgs. 109-124.
- SOARES, J. (1997) – A transição per a as formaçõés sociais neolíticas na Costa Sud-oest portuguesa. In A. Rodríguez Casal (ed.) O Neolítico Atlântico i as Orixes do Megalitismo (Actas do Colóquio Internacional). Santiago de Compostel·la: Consello da Cultura Galega, Universitat de Santiago de Compostel·la i Unió Internacional das Ciências Prehistóricas i Protohistóricas, pàgs. 587-608.
- SOARES, J. (1998) – Arqueologia urbana em Setúbal: problemas e contribuições. Actas do Encontro sobre Arqueologia da Arrábida (Trabalhos d'Arqueologia, 14). Lisboa: IPA, pàgs. 101-130.
- SOARES, J. (1999) – Museus de território na era da globalização. O Arqueólogo Português, 17 (S.iv) pàgs. 429-450.
- SOARES, J. (2003) – Os hipogeus pré-históricos da Quinta do Anjo (Palmela) i as economias do simbólico. Setúbal: Museu d'Arqueologia e Etnografia do Distrito de Setúbal, 238 pàgs.
- SOARES, J. (2008) – Economias anfíbias na costa sud-oest ibérica. IV-III milénios BC. O caso da Ponta da Passadeira (estuário do Teixeixo). IV Congresso do Neolítico Peninsular, T. II. Alacant: Museu Arqueològic d'Alacant/ Diputació Provincial d'Alacant, pàgs. 356-364.
- SOARES, J. (Coord.) (2008) – Embarcaçõés tradicionais do Sado. Contexto físico-cultural do estuário do Sado. Setúbal: MAEDS i APSS, 180 pàgs.
- SOARES, J. (2010) – Dólmen da Pedra Branca. Datas radiométricas. Musa. Museus, Arqueologia i Outros Patrimónios, 3, pàgs. 70-82.
- AVARES DA SILVA, C.; SOARES, J.; WRENCH, L. N. C. (2011) – Les premières mosaïques romaines découvertes à Caetobriga (Setúbal, Portugal). En 11th International Colloquium on Ancient Mosaics. 16 a 20 d'octubre de 2009, Bursa Turkey, pàgs. 295-308.
- TAVARES DA SILVA, C.; SOARES, J. (2012) – Castro de Chibanes (Palmela). Do III milénio ao séc. I a.C. Em Palmela arqueològica no contexto da região interestuarina Sado-Tejo, pàgs. 67-87.
- SOARES, J.; TAVARES DA SILVA, C. (2012) – Caetobriga, uma cidade fabril na foz do Sado. Em Portugal Romano, 2, pàgs. 57-73.

## Honors
Membresies
- Sòcia de l'Associació d'Arqueòlegs Portuguesos
- Comissió Municipal d'Art i Arqueologia (C. M. Setúbal)
- Comissió Municipal del Patrimoni Cultural (C. M. Setúbal)

Fundacions
- Cofundadora de la Secció Regional de Setúbal del Moviment Democràtic de Dones, al 1975
- Cofundadora de l'Associació per a la Salvaguarda del Patrimoni Cultural i Natural de la Regió de Setúbal (SALPA), del Centre d'Estudis i Defensa del Patrimoni Històric del Districte de Setúbal